# 海格尔莫斯
海格尔莫斯是奥地利上奥地利州因河畔布劳瑙县的一个市镇。总面积7.44平方公里，总人口561人，人口密度75.4人/平方公里（2005年）。